# Natrijeva svetilka
Natrijeva plinska sijalka je sijalka, ki uporablja natrij v vzbujenem stanju za izdelavo svetlobe. Ločimo dve različice takšnih sijalk: nizkotlačne in visokotlačne. Ker natrijeve sijalke povzročajo manjše svetlobno onesnaženje kot žarnice na osnovi živega srebra, jih uporabljajo v mnogih mestih, ki imajo velike astronomske observatorije.

## LPS Nizkotlačna natrijeva sijalka
Nizkotlačno natrijevo (LPS) sijalko sestavlja plinska cev iz borosilikatnega stekla, ki vsebuje trden natrij in manjšo količino neona, argona in penning mešanico, za začetek plinskega praznjenja. Izpustna cev je lahko ravna (SLI sijalka) ali v obliki črke U. Ko je sijalka vključena, oddaja temno rdečo/rožnato svetlobo, ki segreje natrijevo kovino in v nekaj minutah se spremeni v običajno svetlo rumeno, ker se natrijeva kovina spremeni v paro. Te sijalke proizvedejo skorajda monokromatsko svetlobo, ki ima v povprečju 589,3 nm valovne dolžine (pravzaprav dve dominantni spektralni črti, ki sta zelo skupaj druga drugi pri 589,0 in 589,6 nm). Posledično barve osvetljenih predmetov ni lahko ločiti, ker so videti skoraj popolnoma rumene, kot njihova refleksija te ozke pasovne širine.
LPS sijalke sestavljajo zunanja steklena ovojnica v vakuumu, okoli cevi za toplotno izolacijo, kar izboljšuje njihovo učinkovitost. Predhodna različica LPS sijalk je imela snemljivo »dewar« ovojnico (SO svetilke) . Sijalke s stalno vakumsko ovojnico (SOI sijalke) so bile razvite za izboljšanje toplotne izolacije . Nadaljnji napredek je bil dosežen s prevleko steklene ovojnice z infrardečo plastjo indijkositrnega oksida, ki se pokaže v SOX sijalkah.
LPS sijalke so najbolj učinkoviti svetlobni vir na električni pogon, ki so merjene za fotopične svetlobne pogoje - do 200 lm /W, predvsem zato, ker je svetlobni učinek na valovni dolžini blizu vrha občutljivosti človeškega očesa. Kot rezultat se pogosto uporabljajo za zunanjo razsvetljavo, kot so cestne luči in varnostna razsvetljava. LPS sijalke so na voljo z nazivnimi močimi od 10 W do 180 W, vendar daljše žarnice povzročajo tehnične težave ter težave oblikovalcem.
LPS sijalke so tesneje povezane s fluorescenčnimi sijalkami kot z visoko-intenzivnostnimi sijalkami, saj imajo nizek tlak, nizkointenzivni vir izpusta in linearno obliko sijalke. Tako fluorescenčne sijalke ne prikazujejo svetlega loka kot druge HID sijalke. Oddajajo mehkejši svetlobni sij, ki zmanjšuje bleščanje. Za razliko od HID sijalk, ki lahko ugasnejo v času padca napetosti, nizkotlačne natrijeve sijalke zelo hitro zasijejo v polni svetlosti.
Druga edinstvena lastnost nizkotlačne natrijeve sijalke je, da jim za razliko od drugih vrst svetilk svetilnost ne upada s starostjo. Kot primer, živosrebrne HID sijalke proti koncu svoje življenjske dobe izgubljajo svetilnost do te mere, da so neučinkovite, medtem ko LPS sijalke še naprej delujejo v polni nazivni električni moči. LPS sijalkam se malo poveča električna poraba, približno 10% do konca njihove življenjske dobe, ki je običajno okoli 18.000 ur za sodobne sijalke.

## HPS Visokotlačne natrijeve sijalke
Visokotlačne natrijeve (HPS) sijalke so manjše in vsebujejo dodatne elemente (npr. živo srebro). Takoj po prižigu proizvedejo temno rožnat sijaj, ko se ogrejejo pa rožnato oranžno svetlobo. Nekatere žarnice lahko na kratko proizvedejo jasno do modrikasto belo svetlobo. To je posledica tega, da živo srebro zažari prej, preden se natrij popolnoma ogreje. Natrijeva D linija je glavni vir svetlobe visokotlačne natrijeve sijalke (HPS). Je zelo tlačno razširjeno z visokim tlakom natrija v sijalki. Zaradi te razširitve in emisij živega srebra, je barve predmetov pod temi sijalkami mogoče razlikovati. To omogoča, da se uporabljajo na področjih, kjer je dobra barvna reprodukcija pomembna ali zaželena. Posledično so nov model poimenovali SON (sonce), ki pa se uporablja predvsem v Evropi in Veliki Britaniji. Zelo priljubljene pa so tudi pri notranjem gojenju rastlin, zaradi širokega spektra barv, temperature in relativno nizke porabe energije.
Visokotlačne natrijeve sijalke so precej učinkovite, približno 100 lm / W, ko je merjena na fotopičnih svetlobnih pogojih. Pogosto se uporabljajo zunaj, kot ulične svetilke in za varnostne razsvetljave. Razumevanje spremembe človeškega zaznavanja občutljivosti barv od dobre osvetlitve do mračje oziroma teme, bistvenega pomena za pravilno načrtovanje razsvetljave cest.
Zaradi izjemno visoke kemijske aktivnosti  v natrijevem loku, je ta cevka običajno izdelana iz prosojnega aluminijevega oksida. Konstrukcija je bila narejena pod vodstvom General Electric, ki so uporabili trgovsko ime »Lucalox«, za svojo linijo visokotlačnih natrijevih sijalk.
Ksenon se pri nizkem tlaku uporablja kot zagonskj plin v HPS sijalkah, ker ima najnižjo toplotno prevodnost in najnižji ionizacijski potencial od vseh neradioaktivnih žlahtnih plinov. Kot žlahtni plin, ne posega v kemijske reakcije, ki se dogajajo med delovanjem sijalke. Ko je sijalka v stanju delovanja ta zmanjša nizko toplotno prevodnost, medtem, ko nizek ionizacijski potencial povzroča zmanjševanje napetosti plina v stanju mirovanja, kar omogoča, da se lahko sijalka lažje prižge.

## »Bel«SON
Različica visokotlačne natrijeve svetilke, beli SON, je bil prvič predstavljen leta 1986. Ima višji tlak kot tipične visokotlačne HPS/SON svetilke.  Proizvedejo barvno temperaturo okoli 2700K z CRI 85. Pogosto se uporabljajo v zaprtih prostorih kot so: restavracije in bari, ker ustvarijo posebno vzdušje. Te svetilke so nekoliko dražje, imajo krajšo življenjsko dobo in nižji svetlobni učinek.

## Teorija delovanja
Amalgam (zmes) kovinskega natrija in živega srebra leži na najbolj hladnih delih sijalke in zagotavlja pare natrija in živega srebra, kar je potrebno, da nastane električni lok. Višja kot je temperatura sijalke, višja bo temperatura amalgama in višja kot bo temperatura amalgama, višji bo tlak hlapov natrija in živega srebra v sijalki. Povišanje v kovinskih pritiskih bo povzročil večjo električno upornost sijalke. Med dvigovanjem temperature, tok ostane konstanten, se pokaže kot povečanje moči, dokler ne doseže normalne (delovne) moči. Za določeno napetost so običajno trije načini delovanja:
1. Sijalka je ugasnjena in skoznjo ni nobenega toka
2. Sijalka deluje s tekočim amalgamom v cevi
3. Sijalka deluje, ko vsi amalgami hlapijo

Prvo in zadnje stanje sta stabilni, saj je upornost svetilke šibko povezana z napetostjo, medtem ko je drugo stanje nestabilno. Vsako nenavadno povečanje bo povzročilo povečanje moči, kar  povzroči povečanje temperature amalgama. To povzroči zmanjšanje upornosti in posledično dodatno povečanje toka. Tako lahko tok skozi sijalko in posledično temperatura narasteta do te mere, da pride v kratkem času do uničenja sijalke. V drugem stanju je delovanje sijalke optimalno in zaželeno, ker počasi izgublja amalgam in je večja možnost, da bo delovanje konstantno skozi celotno obdobje, ki traja povprečno 20000 ur.  

Sijalko običajno poganja vir izmenične napetosti (AC) v seriji z induktivnim bremenom (dušilko), da bi zagotovil konstanten tok, kar zagotavlja stabilno delovanje. Balast je po navadi induktiven in ne preprost upor, ki bi nadomeščal padec upornosti sijalke. Ker sijalka dejansko ugasne pri vsakem prehodu izmenične napetosti skozi vrednost 0, induktivni balast generira impulz, ki pomaga pri ponovnem vžigu sijalke.
Svetloba iz sijalke vsebuje atomske linije emisij živega srebra in natrija, vendar prevladujejo emisije natrijeve D-linije. Ta linija je izredno tlačno (resonančno) razširjena, zaradi absorpcije hladnejših zunanjih delov loka, ki daje sijalki boljše barvne reprodukcijske značilnosti. Poleg tega je rdeče krilo D-linije dodatno razširjeno zaradi Van der Waalsove sile živega srebra atomov v loku.

## Svetlobno onesnaževanje
Ena od posledic široke javne razsvetljave je, da se ob oblačnih ali meglenih nočeh, predvsem v velikih mestih, svetloba z javne razsvetljave odbija od oblakov. Kar povzroča, da nebo dobi oranžen sijaj, zaradi določenega kota hlapov natrija. To pa vpliva tudi na astronome, saj jim onemogoča njihovo delo, ker je oranžen sijaj premočan, zato se morajo izogibati mestom, kjer je javna svetloba zelo močna.

## Konec delovanja
Ob koncu življenjske dobe visokotlačne natrijeve sijalke se zgodi pojav znan kot ciklanje, ki je posledica izgube natrija v obloku. Natrij je zelo reaktiven element, ki se zlahka izgubi zaradi reakcije z  aluminijevim oksidom v obločni cevki. Pri tem nastaneta natrijev oksid in aluminij.
6 Na + Al2O3 → 3 Na2O + 2 Al
Rezultat tega je, da lahko te sijalke začnejo delovati pri zelo nizki napetosti, vendar ko se segrejejo se tlak plina v obloku povečuje in vedno več napetosti je potrebno za vzdrževanje obloka. Ko se sijalka postara, napetost preseže napajalno napetost in zato sijalka ugasne. Sčasoma, ko oblok ugasne, se sijalka ohladi in pritisk plinov v cevi obloka počasi zmanjša. Oblika pa povzroča, da se sijalka potem še nekajkrat prižge, se ogreje in nato ponovno ugasne.
Bolj sofisticirane oblike zaganjalnih naprav zaznajo pojav pogostega prižiganja in ugašanja in po nekaj ciklih izklopijo sijalko. 
LPS sijalke niso podvržene ciklanju vklopov in izklopov. Svetilka se ob iztrošenosti enostavno ne prižge več, ali pa  obdrži svoj temnordeč sijaj, kot ob zagonu.